# Anita Zagaria
Pour les articles homonymes, voir Zagaria.
Anita Zagaria, née le 27 juin 1954 à Naples dans la région de la Campanie en Italie, est une actrice italienne.

## Biographie
Anita Zagaria naît à Naples en 1954. Après un passage par le théâtre, elle débute au cinéma en 1984 avec des rôles de figuration dans le drame Cent Jours à Palerme (Cento giorni a Palermo) de Giuseppe Ferrara et dans la comédie Don Camillo de Terence Hill.
En 1985, elle joue le rôle de la femme du chef mafieux italien Raffaele Cutolo incarné par Ben Gazzara dans le film biographique Le Maître de la camorra (Il camorrista) de Giuseppe Tornatore. Elle enchaîne ensuite les rôles secondaires au cinéma et tourne notamment pour Giuseppe Tornatore, Felice Farina, Franco Castellano, Giuseppe Moccia et le français Élie Chouraqui au cours des années 1980.
À partir des années 1990, sa carrière s'étend à la télévision ou elle obtient des rôles plus importants. De 1992 à 1997, elle prend ainsi part aux six saisons de la série Der Bergdoktor de Thomas Jacob et Ulrich König. En 1995, elle joue notamment l'un des personnages réguliers du feuilleton Indagine sulla morte del commissario Cattani de la mini-série La Mafia (La Piovra) de Luigi Perelli et incarne pour Roger Young Yokébed dans le téléfilm La Bible : Moïse. En 1998, Harry Winer la place dans le rôle de la mère du prophète Jérémie dans le téléfilm Jeremiah.
Au cinéma, elle apparaît notamment dans la comédie La scuola de Daniele Luchetti ou elle joue le rôle d'une enseignante aux côtés de Silvio Orlando, Anna Galiena et Fabrizio Bentivoglio. Elle est également remarquée pour son interprétation brève mais sincère de la mère du jeune Manuel Colao dans le drame La Course de l'innocent (La Corsa dell'innocente) de Carlo Carlei.
À partir de 1998, elle interprète l'un des rôles principaux de la série Un medico in famiglia produite par la Rai. Après avoir jouée dans les sept premières saisons, elle se retire de la série en 2011.
Entre 2006 et 2009, elle joue dans les deux saisons de la série Butta la luna de Vittorio Sindoni.

## Filmographie

### Cinéma
- 1984 : Cent Jours à Palerme (Cento giorni a Palermo) de Giuseppe Ferrara
- 1984 : Don Camillo de Terence Hill
- 1985 : Plaisirs de femme (L'attenzione) de Giovanni Soldati
- 1985 : Un foro nel parabrezza de Sauro Scavolini
- 1985 : Zone Troopers de Danny Bilson
- 1985 : Le Maître de la camorra (Il camorrista) de Giuseppe Tornatore
- 1986 : Il semble mort ? (Sembra morto... ma è solo svenuto) de Felice Farina
- 1986 : Maledetta Euridice de Leandro Lucchetti
- 1986 : Grandi magazzini de Franco Castellano et Giuseppe Moccia
- 1987 : Chi c'è c'è de Piero Natoli
- 1987 : Man on Fire d'Élie Chouraqui
- 1988 : La posta in gioco de Sergio Nasca
- 1989 : Affetti speciali de Felice Farina
- 1989 : La Dame de cœur (Queen of Hearts) de Jon Amiel
- 1993 : Pacco, doppio pacco e contropaccotto de Nanni Loy
- 1993 : La Course de l'innocent (La Corsa dell'innocente) de Carlo Carlei
- 1995 : La scuola de Daniele Luchetti
- 1996 : Pinocchio (The Adventures of Pinocchio) de Steve Barron
- 1997 : Alle für die Mafia de Gernot Friedel
- 1997 : Un giorno, un giorno, una notte... de Cosimo Milone
- 1997 : Messaggi quasi segreti de Valerio Jalongo
- 1998 : L'ospite d'Alessandro Colizzi
- 1998 : La Légende du pianiste sur l'océan (La leggenda del pianista sull'oceano) de Giuseppe Tornatore de Giuseppe Tornatore
- 2001 : Concurrence déloyale (Concorrenza sleale) d’Ettore Scola
- 2003 : Senza freni de Felice Farina
- 2003 : Liberi de Gianluca Maria Tavarelli
- 2003 : Sous le soleil de Toscane (Under the Tuscan Sun) d'Audrey Wells
- 2005 : ...e dopo cadde la neve de Donatella Baglivo (it)
- 2006 : Notte prima degli esami de Fausto Brizzi
- 2009 : La fisica dell'acqua de Felice Farina

### Télévision

#### Séries télévisées
- 1986 : Professione vacanze de Vittorio De Sisti
- 1989 : Zwei Münchner in Hamburg de Peter Deutsch et Rolf von Sydow
- 1990 : Danger Corruption (The Gravy Train)
- 1991 : The Gravy Train Goes East
- 1992 : La Traque infernale (In fuga per la vita) de Gianfranco Albano
- 1992 : Seulement par amour Francesca (Il cielo non cade mai) de Gianni Ricci et Tonino Valerii
- 1992 - 1997: Der Bergdoktor de Thomas Jacob et Ulrich König
- 1992 : Flash, le reporter-photographe (Flash - Der Fotoreporter)
- 1995 : La Mafia (La Piovra), épisode no 7 Indagine sulla morte del commissario Cattani de Luigi Perelli
- 1996 : Un coin de soleil (Uno di noi) de Fabrizio Costa
- 1996 : Il maresciallo Rocca de Giorgio Capitani, épisodes Senso di colpa, Una morte annunciata et Violenza privata'
- 1998 – 2011 : Un medico in famiglia
- 1999 : Fine secolo de Gianni Lepre (it)
- 1999 : Non lasciamoci più de Vittorio Sindoni; episodio Di fronte all'amore (1999)
- 1999 : Operazione Odissea de Claudio Fragasso
- 2000 : Padre Pio de Carlo Carlei
- 2001 : La double vie de Diane Sullivan (Best of Both Worlds) de David Richards
- 2002 : Stiamo bene insieme d'Elisabetta Lodoli et Vittorio Sindoni
- 2005 : L'amore non basta de Tiziana Aristarco (it)
- 2006 - 2009 : Butta la luna de Vittorio Sindoni
- 2006 – 2008 : Raccontami de Riccardo Donna et Tiziana Aristarco (it)
- 2007 : Il capitano, un épisode
- 2007 : Nebbie e delitti, un épisode
- 2007 : Donna detective de Cinzia TH Torrini
- 2012 : Provaci ancora prof de Tiziana Aristarco (it), un épisode
- 2014 : Un'altra vita de Cinzia TH Torrini
- 2015 : Solo per amore de Raffaele Mertes et Daniele Falleri
- 2015 : Non uccidere de Giuseppe Gagliardi (it)
- 2016 : Catturandi - Nel nome del padre

#### Téléfilms
- 1982 : Un gusto molto particolare de Giorgio Molteni
- 1985 : Baciami strega de Duccio Tessari
- 1992 : Maria's Child de Malcolm McKay
- 1993 : Killer Rules de Robert Ellis Miller
- 1994 : Fair Game d'Alan Dossor
- 1995 : La dottoressa Giò - Una mano da stringere de Filippo De Luigi
- 1995 : La Bible : Moïse de Roger Young
- 1997 : In fondo al cuore de Luigi Perelli
- 1997 : Un coeur pour la vie (Nicholas' Gift) de Robert Markowitz
- 1998 : Jeremiah d'Harry Winer
- 1999 : Premier de cordée, d'Edouard Niermans et Pierre-Antoine Hiroz
- 1999 : Una sola debole voce d'Alberto Sironi
- 1999 : Una farfalla nel cuore de Giuliana Gamba
- 2000 : Un colpo al cuore d'Alessandro Benvenuti
- 2001 : Sarò il tuo giudice de Gianluigi Calderone
- 2002 : Padri de Riccardo Donna
- 2002 : Une vie de chien (Il destino ha quattro zampe) de Tiziana Aristarco (it)
- 2006 : Giovanni Falcone, l'uomo che sfidò Cosa Nostra d'Andrea Frazzi et Antonio Frazzi
- 2006 : L'uomo che sognava con le aquile de Vittorio Sindoni
- 2007 : Tutti i rumori del mondo de Tiziana Aristarco (it)
- 2013 : Volare - La grande storia di Domenico Modugno de Riccardo Milani